# 한화비전 (2018~2025년 기업)
한화비전(영어: Hanwha Vision, 韓華비전株式會社)은 1990년 처음 보안용 카메라를 출시, 약 30년간 영상보안 사업에 집중하여 세계 최고의 광학 설계ㆍ제조기술 및 영상처리 기술 바탕으로 카메라(CCTV), 저장장치, 통합관리 소프트웨어에 이르는 종합 시큐리티 솔루션을 제공하고 있다.
2015년 6월 29일 기존 최대주주였던 삼성전자 외 특수관계인 4인이 보유지분을 (주)한화로 매각하여 2015년 6월 29일 한화테크윈주식회사로 상호변경. 2018년 4월 1일 시큐리티 사업부문을 한화에어로스페이스의 자회사로 분할, 영상보안 전문기업 '한화테크윈' 신설법인 설립되었다.
전세계 5,000개 이상의 네트워크를 구축, 유럽, 미주, 중동, 중국, 동남아시아 등 해외시장에서 전체 매출의 75%를 창출하고 있다.
현재는 Wisenet이라는 브랜드를 운영하고 있다.

## 연혁
- 1990년 : 흑백 36만 CCD 보안카메라 출시 및 감시장비 사업 착수
- 2010년 : 삼성전자 VSS 사업부 인수, 삼성그룹 시큐리티 사업 통합, 판교 R&D센터 준공
- 2015년 : 삼성테크윈에서 한화테크윈으로 사명 변경
- 2018년 : 한화에어로스페이스의 자회사로 분할, 한화테크윈 신설법인 설립
- 2023년 : 한화테크윈에서 한화비전으로 사명 변경

## 같이 보기
- 삼성그룹